# Железников, Василий Александрович
Васи́лий Алекса́ндрович Желе́зников (1877, село Патракеевка, Архангельский уезд, Архангельская губерния — 1960, РСФСР) — русский полярник, матрос-рулевой. Участник Русской полярной экспедиции под руководством барона Э. В. Толля (1900—02), экспедиции по поискам и спасению группы Э. В. Толля (1903).
«За трёхлетние труды и лишения», перенесённые за время участия в РПЭ и поисково-спасательной экспедиции, Железников был награждён золотой медалью Российской АН с надписью «За усердие» для ношения на груди на Станиславской ленте. Академия положила ему пенсию пять рублей в месяц.
В честь полярника назван остров Железнякова в губе Драгоценная у северо-западной оконечности Земли Бунге. Открыт и поименован в апреле 1902 года Ф. А. Матисеном.

## В Арктике
В 1899 году Железников, служивший тогда в Балтийском флоте, прошёл отбор, наряду ещё с 10 участниками из 200 добровольцев в состав Русской полярной экспедиции на должность старшего рулевого. На Таймыре и острове Котельном участвовал в санных походах, показав себя прекрасным каюром и великолепным охотником.
В апреле 1902 года на поиски Земли Санникова к северу от Новосибирских островов отправились командир «Зари» Ф. А. Матисен с матросом Железниковым. Первый раз их в 13 километрах от Котельного остановила дымящаяся на морозе полынья, второй раз в 40 километрах от мыса Максимовича (теперь это мыс Галечный) путь к северу преградили непроходимые торосы. При возвращении после второй попытки путешественники натолкнулись на остров, который лейтенант Матисен назвал именем своего спутника, матроса-рулевого — островом Железнякова. Именно в этом неправильном написании это название так и прижилось на картах.
В 1903 году Железников входил в состав морского отряда, возглавляемого А. В. Колчаком и Н. А. Бегичевым, который на вельботе яхты «Заря» под парусами и на веслах совершил плавание из Тикси к Ляховским островам, Земле Бунге, островам Фаддеевский и Новая Сибирь до острова Беннетта.
Именно Железников первым заметил следы пропавшей экспедиции.

Спасательная партия пробилась к острову Беннетта только 17 августа следующего, 1903 года. В 17 часов вельбот подошёл к берегу у мыса Эммы, и в тот же момент матрос Василий Железников, стоящий с крючком на баке, увидел у уреза воды крышку от алюминиевого котелка, каким пользовался Толль. На берегу лежали ящики с коллекциями, а в поварне, наполовину заполненной смёрзшимся снегом, нашли кое-какие приборы, листы из астрономии Циглера, обрывки платья, кожаную портупею для геологического молотка…— http://www.vokrugsveta.ru/vs/article/5748/
Мужество Железникова, его выносливость, неприхотливость, приспособленность к жизни в арктических условиях, удачливость охотника во многом способствовали тому, что спасательный отряд сумел совершить невероятно тяжёлый поход и не потерять ни одного человека.
После окончания поисковой экспедиции Железников был откомандирован с отчётом и найденными на острове Беннетта документами Толля в Петербург, где сдал их председателю комиссии по снаряжению РПЭ академику Ф. Б. Шмидту.
В 1912 году Железников нанялся в экспедицию Г. Я. Седова. На радостях выпил с друзьями, заснул на вахте и был немедленно отчислен Седовым.

## После Арктики
В Первую мировую войну он плавал матросом на паруснике, возившем рыбу в Норвегию, потом тяжело болел ревматизмом, в течение длительного времени был прикован к постели. После освобождения Архангельской губернии от интервентов взялся рыбачить, вступил в рыболовецкий колхоз, был председателем артели. Проработал до 1947 года, после смерти семьи ушёл в инвалидный дом.